# Negotin (općina)
Negotin (općina) (ćirilično: Општина Неготин) je općina u Borskom okrugu na sjeveroistoku Središnje Srbije na granici s Bugarskom. Središte općine je grad Negotin. 

## Zemljopis
Po podacima iz 2004. općina zauzima površinu od 1.089 km². Općina graniči s općinama Kladovo, Majdanpek, Bor, Zaječar.

## Stanovništvo
Prema popisu stanovništva iz 2002. godine u općini živi 43.551 stanovnika, raspoređenih u 39 naselja .

### Naselja
| - Aleksandrovac - Braćevac - Brestovac - Bukovče - Veljkovo - Vidrovac - Vratna - Dupljane - Dušanovac - Jabukovac | - Jasenica - Karbulovo - Kobišnica - Kovilovo - Mala Kamenica - Malajnica - Miloševo - Mihajlovac - Mokranje - Plavna | - Popovica - Prahovo - Radujevac - Rajac - Rečka - Rogljevo - Samarinovac - Sikole - Slatina | - Smedovac - Srbovo - Tamnič - Trnjane - Urovica - Crnomasnica - Čubra - Šarkamen - Štubik |

### Etnički sastav
- Srbi 38.263 (88,13%)
- Vlasi - 3.000 (6,91%)
- ostali

## Vanjske poveznice
- Internet stranica općine  Arhivirana inačica izvorne stranice od 22. lipnja 2009. (Wayback Machine)